# Akito Tachibana
Akito Tachibana (født 13. oktober 1988) er en tidligere japansk fodboldspiller.
Han har spillet for flere forskellige klubber i sin karriere, herunder Shimizu S-Pulse og Matsumoto Yamaga FC.